# Erioptera hohensis
Erioptera hohensis är en tvåvingeart som beskrevs av Alexander 1949. Erioptera hohensis ingår i släktet Erioptera och familjen småharkrankar. Inga underarter finns listade i Catalogue of Life.